# Moldaviens Davis Cup-lag
Moldaviens Davis Cup-lag styrs av Moldaviens tennisförbund och representerar Moldavien i tennisturneringen Davis Cup, tidigare International Lawn Tennis Challenge. Moldavien debuterade i sammanhanget 1995, och vann Europa-Afrikazonens Grupp III år 2000.